# Raddiella kaieteurana
Raddiella kaieteurana är en gräsart som beskrevs av Thomas Robert Soderstrom. Raddiella kaieteurana ingår i släktet Raddiella och familjen gräs. Inga underarter finns listade i Catalogue of Life.